# Staurogyne sesamoides
Staurogyne sesamoides là một loài thực vật có hoa trong họ Ô rô. Loài này được (Hand.-Mazz.) Burtt miêu tả khoa học đầu tiên năm 1958.